# Hermann Göring
Hermann Wilhelm Göring (Rosenheim, 12. siječnja 1893. – Nürnberg, 15. listopada 1946.) bio je njemački političar, pilot, vojni zapovjednik, visoki dužnosnik NSDAP-a. Göring je bio zapovjednik njemačkog Luftwaffea, otac zloglasnog Gestapa i Hitlerov dogovoreni nasljednik. Bio je istaknuti vojni pilot u Prvom svjetskom ratu s 22 srušena aviona, a nagrađen je i slavnim Plavim Maxom. Ujedno je bio i posljednji zapovjednik eskadrile Jagdgeschwader 1, koju je prije njega vodio slavni Crveni barun.
Po završetku Drugog svjetskog rata osuđen je za ratne zločine i zločine protiv čovječnosti na Nürnberškom procesu. Osuđen je na smrt vješanjem, no počinio je samoubojstvo popivši tabletu cijanida noć prije vješanja.

## Obitelj i rodbina
Hermann Göring je rođen 12. siječnja 1893. u sanatoriju Marienbad u Rosenheimu, Bavarska. Njegov otac Heinrich Ernst Göring (31. listopada 1839. – 7. prosinca 1913.), bio je prvi generalni guverner Njemačke jugozapadne Afrike (današnja Namibija), uz to što je prije bio konjanički časnik i član Njemačkog konzulata. Göring je s očeve strane bio daleki potomak švicarsko-njemačke buržoazijske obitelji Eberle/Eberlin.
Göring je tako bio i u rodu s izumiteljem Ferdinandom von Zeppelinom, Hermannom Grimmom, romantičarskim piscem koji je stvorio koncept njemačkog heroja kao krojača povijesti i koji je bio značajan uzor nacistima, obitelji industrijalaca Merck, vlasnicima farmaceutske tvrtke Merck KGaA, antinacističkom pjesnikinjom Gertrud von Le Fort i švicarskim diplomatom, povjesničarem i predsjednikom Crvenog križa Carlom Jacobom Burckhardtom, od kojih su svi također, kao i Göring, bili daleki potomci obitelji Eberle/Eberlin.
Zanimljivo je kako je preko te obitelji bio u rodu i s Jacobom Burckhardtom (1818. – 1897.), slavnim švicarskim povjesničarem umjetnosti koji je ujedno bio i značajan politički i društveni kritičar, kao i protivnik nacionalizma i militarizma koji se usprotivio njemačkim tvrdnjama o rasnoj i intelektualnoj superiornosti i predvidio kataklizmično XX. stoljeće u kojem će nasilni demagozi, koje je on nazvao "strašni simplifikatori", igrati ključnu ulogu.
Göringova majka Franziska "Fanny" Tiefenbrunn (1859. – 15. srpnja 1923.) dolazila je iz jedne seoske bavarske obitelji. Vjenčanje jednog gospodina i žene niže klase, koje se dogodilo 1885., bilo je moguće samo zato što je Heinrich Ernst Göring bio udovac. Hermann je bio jedno od petero djece. Njegova dvojica braće bila su Karl i Albert Göring, a dvije sestre su bile Olga Therese Sophia Göring i Paula Elisabeth Rosa Göring. Iako je antisemitizam u to doba uzimao maha u Njemačkoj, Göringovi se roditelji nisu priklonili toj struji.
Hermannov brat Karl je kasnije emigrirao u Sjedinjene Američke Države, gdje je dobio i sina, satnika Wernera G. Göringa koji se borio protiv Luftwaffea svog ujaka u Drugom svjetskom ratu. Sudjelovao je i na bombaškim napadima na Njemačku. Hermannov drugi brat, Albert, ostaje u Njemačkoj, no protivi se nacizmu i tijekom cijelog rata pomaže Židovima i ostalim disidentima kako bi se sakrili od nacističkog režima. Priča se kako je, između ostalog, dosta puta krivotvorio potpis svoga brata kako bi Židovi dobili valjane tranzitne papire koji su ih štitili od konc-logora.
Hermannov drugi nećak, Hans-Joachim Göring, bio je pilot Luftwaffea leteći u jedinici Zerstörergeschwader 76 u svom avionu Messerschmitt Bf 110. Hans-Joachim je ubijen u borbi 11. srpnja 1940. kada su njegov Bf 110 srušili Hawker Hurricanei iz 78. eskadrile RAF-a. Njegov se avion srušio u luku Portland u okrugu Dorset.

## Rani život i Ritter von Epenstein
Göring je kasnije tvrdio kako je svoje ime dobio u čast Arminija koji je porazio Varovu vojsku kod Teutoburške šume 9. godine. No, moguće je kako je i ime dobio u čast svog kuma, kršćanina židovskog porijekla, Hermanna Epsteina. Epstein, čiji je otac bio vojni kirurg u Berlinu, postao je bogati liječnik i biznismen, a imao je i izniman, ako ne i očinski, utjecaj na Göringovo djetinjstvo. Hermann je svoje najranije djetinjstvo, uljučujući i dulje odsustvo njegovih roditelja kada mu je otac prihvatio diplomatske pozicije u Africi i Haitiju (zemlje s klimama preoštim za malo dijete iz Europe), uglavnom provodio kod guvernata ili daljnih rođaka. No nakon što je Heinrich Göring c. 1898. otišao u mirovinu, njegova se velika obitelj, kojoj je jedini prihod bila Heinrichova mirovina, iz praktičnih razloga preselila kod dugogodišnjeg prijatelja i Göringova imenjaka - Hermanna, Viteza von Epsteina.
Von Epstein je kupio dva velika dvorca, Veldenstein u Bavarskoj i Mauterndorf u Salzburgu. Skupe restauracije tih dvaju dvoraca još su trajale u vrijeme Göringova rođenja. Oba dvorca su dana obitelji Göring kao mjesto stanovanja, sa službenim objašnjenjem kako su oni "skrbnici" za dvorce do 1913. Oba dvorca su kasnije postala Göringova osobna imovina.
Prema nekim biografima Hermanna, ali i njegovog brata Alberta Göringa, Von Epstein je, po dolasku obitelji Göring u dvorac, započeo ljubavnu aferu s gđom. Göring, tako da postoji mogućnost da je on Albertov otac. Albertova fizička sličnost s Epsteinom je uočena već za vrijeme njegova djetinjstva, a očita je i na fotografijama. Neovisno o prirodi veze s njegovom majkom, mladi Göring je imao jako prisan odnos s Von Epsteinom. Göring nije znao za Von Epsteinovo židovsko porijeklo sve do jedne situacije kada ga je u jednom austrijskom internatu (gdje mu je boravak i obrazovanje omogućio Von Epstein) antisemitski ravnatelj internata ismijao zbog divljenja Židovu koje je Göring izrazio u eseju u kojem je hvalio svog kuma. Göring je isprva odbacivao tu tvrdnju, no kada je vidio dokaz u jednom geneaološkom priručniku, "Semi-Gotha", ostao je toliko lojalan svom kumu i obiteljskom prijatelju da je navodno izbačen iz škole.
Odnosi između Göringovih i Von Epsteina su postali mnogo formalniji tijekom Hermannove adolescencije, što je Moseleyja, Manvella i druge biografe navelo na teze da je afera završena sama od sebe ili da je Heinrich shvatio da ga prave budalom i zaprijetio raskrinkavanjem. U vrijeme Heinrichove smrti, obitelj nije više živjela na Von Epsteinovom posjedu niti je imala prevelkih kontakata s njim, iako, zbog lagodnog života Göringovih, postoje indicije kako im je Von Epstein i dalje financijski potpomagao. Von Epstein se kasnije udao za pjevačicu, Lily, dvostruko mlađu od njega, kojoj je oporučno ostavio svoja imanja, no zauzvrat je tražio da ona dvorce Veldenstein i Mauterndorf oporučno ostavi Göringu.

## Prvi svjetski rat
Göring je poslan u internat u Ansbachu, odakle je kasnije išao na kadetske institute u Karlsruheu i na vojno sveučilište u Berlinu. Göring je 22. lipnja 1912. primljen u prusku vojsku, a služio je u regimentu "Princ Wilhelm" (112. infantrijska) stacioniramom u Mulhouseu kao dio 29. divizije Carske vojske.
Tijekom prve godine Prvog svjetskog rata Göring je bio stacioniran s infantrijskom regimentom u regiji Vosges. Ubrzo je hospitaliziran zbog reumatizma kojeg je dobio od posljedica izlaganja vlagi tijekom rovovskih bitaka. Dok se oporavljao, njegov ga je prijatelj Bruno Loerzer uvjerio da se prebaci u Luftstreitkräfte. Göringov zahtjev za premještanje je instantno odbijen. No, Göring je sam uspio organizirati taj premještaj, te je već pri kraju godine letio kao Loerzerov promatrač u FFA-25. Ali, ubrzo je Göring otkriven i kažnjen tako što je 3 tjedna morao provesti u barakama. No, kazna nikada nije izvršena jer je u to vrijeme Göringova suradnja s Loerzerom već regularizirana. Ubrzo su zajedno dobili pozicije u jednoj eskadrili, "iako se čini da su morali ukrasti avion kako bi se kvalificirali." Obavljaji su mnoge značajne misije zbog čega su obojica nagrađeni Željeznim križem prve klase.
Nakon što je završio pilotski trening, u listopadu 1915. je ponovo vraćen u FFA. U to je vrijeme Göring već imao dvije pobjede u zraku i to kao promatrač (jedna je nepotvrđena). U ožujku je 1916., dok je pilotirao Fokkerom EIII, zabilježio još jednu. U listopadu iste godine prelazi u Jagdstaffel 5, no biva ozlijeđen u studenom. U veljači sljedeće godine prelazi u Jagdstaffel 26. Kao pilot je tu radio do svibnja kada dobiva prvu jedinicu pod svoje zapovjedništvo - Jasta 27. Služeći s Jastama 5, 6 i 27 uspio je zabilježiti 21 zračnu pobjedu. U ovom je periodu, osim već navedenog Željeznog križa, Göring odlikovan i Zaehrinškim lavom s mačevima, Redom Karla Friedricha, Redom kuće Hohenzollern s mačevima treće klase i na koncu, u svibnju 1918., iako nije skupio potrebnih 25 zračnih pobjeda, Plavim Maxom. Dana 7. srpnja 1918., nakon smrti Wilhelma Reinharda, nasljednika Crvenog baruna, Göring postaje zapovjednik njegove jedinice Jagdgeschwader 1, znane i kao "Leteći cirkus".
U lipnju 1917., nakon duge borbe, Göring uspijeva srušiti avion australskog pilota Franka Sleea. Nakon toga se i sam Göring spustio, upoznao s Australcem i dao mu svoj Željezni križ. Kasnije je Slee Göringov križ dao prijatelju koji je poginuo na obalama Normandije tijekom Operacije Overlord. Göring je svojim darežljivim tretmanom stekao i prijatelja u satniku RAF-a Franku Beaumontu, koji je bio njegov ratni zarobljenik. "Dio Göringovog stava bilo je divljenje prema dobrom neprijatelju i dao je sve od sebe kako bi satnika Beaumonta sakrio od Vojske."
Göring je rat završio s 22 potvrđene zračne pobjede.
Göringovo postavljanje na čelo Jagdgeschwadera 1 nije dobro prihvaćeno zbog njegove arogancije. Iako su nakon demobilizacije Göring i njegovi časnici većinu vremena tijekom studenog 1918. provodili u gostioni Stiftskeller, najboljoj svoje vrste u cijelom Aschaffenburgu, Göring je bio jedini veteran Jagdgeschwadera 1 koji nije pozivan na poslijeratne obljetnice i okupljanja.
Göring je bio neuobičajeno iznenađen, kako je sam naveo, porazom Njemačke u Prvom svjetskom ratu. Kapitulaciju njemačke, carevu abdikaciju, sramotne mirovne uvjete i reparacije, kao i navodnu izdaju poslijeratnih političara koji su "poticali narod na ustanak i koji su našoj veličanstvenoj vojsci zabili nož u leđa misleći samo na dobivanje moći i vlastito bogaćenje na uštrb naroda", Göring je smatrao osobnom uvredom. Nakon što su u prosincu 1918. dobili naredbu da svoje avione predaju Antanti, Göring i njegovi časnici su razbili avione pri slijetanju. Ovaj se čin odvijao paralelno s onim namjernog potapanja brodova od strane Nijemaca. Göring nikada nije uhićen niti ukoren zbog svojih djela, što je bilo uobičajenu za politiku tog doba.

## Poslijeratno razdoblje
Göring se i nakon rata bavio pilotiranjem. Kratko je radio kod nizozemskog proizvođača aviona Fokker, pa se bavio tzv. "barnstormingom", dok se 1921. nije pridružio tvrtci Svenska Lufttrafik. Bio je također na popisu časnika Reichswehra, njemačke mirnodopske vojske i do 1933. je imao čin general-majora. Godine 1935. postaje general pukovnik, a general Luftwaffea postaje odmah po osnivanju tog vojnog ogranka.
Göring je kao pilot veteran često imao priliku prevoziti utjecajne ljude u privatnim avionima. U Švedskoj i Danskoj je radio kao komercijalni pilot. Moguće je da je Göring tamo po prvi put vidio svastiku, na obiteljskom grbu kojeg je vidio na kaminu u kući grofa von Rosena, čiji je pilot Göring bio.
Tamo je Göring prvi put vidio i svoju buduću suprugu. U hodnik nasuprot kaminu je vodilo veliko stubište. Kada je Göring pogledao prema gore, vidio je kako se jedna žena spušta i ide prema njemu. Smatrao je da je iznimno lijepa. Tada je grof dvadesetsedmogodišnjeg Göringa upoznao sa sestrom svoje supruge, groficom Carin von Kantzow.
Carin je bila visoka, majčinski nastrojena, nesretna, sentimentalna žena pet godina starija od Göringa, emocionalno udaljena od svog supruga i slabog zdravlja. Očarala je Göringa na prvi pogled. Carinina najstarija sestra, koja je ujedno bila i njezin biograf, upravo je tako i opisala njihov susret. Carin je bila pod strogom zaštitom svojih roditelja, kao i grofa i grofice von Rosen. Bila je i udana, a imala je i osmogodišnjeg sina Thomasa kojem je bila potpuno odana. U ovo vrijeme nije bio moguć nikakav oblik ljubavi, osim one platonske.

## Prvi brak
Carin se od svoga supruga, Nielsa Gustava von Kantzowa, razvela u prosincu 1922. Za Göringa se udala 25. siječnja 1923 u Stockholmu. Zanimljivo je kako je von Kantzow novi brak svoje bivše supruge podnio dosta mirno i bio je jako velikodušan. Financijski im je pomogao u tolikoj mjeri da su si mogli kupiti kuću u Njemačkoj gdje su zajedno živjeli. Bila je to lovačka koliba u mjestu Hochkreuthu, 70 kilometara udaljena od Münchena.

## Upoznavanje s nacizmom
Göring se 1922. pridružio nacističkoj stranci i ubrzo preuzeo vodstvo nad SA-om kao Najviši vođa SA. Nakon što je odstupio s mjesta vođe, dobio je titulu SA-Gruppenführer (general-pukovnik) koju je zadržao sve do 1945. godine. Hitler se kasnije sjetio svoje rane suradnje s Göringom:
U to je vrijeme Göringova supruga Carin, koja je jako voljela Hitlera, često bila hostesa na susretima visokih nacističkih dužnisnika među kojima su bili sam Göring, Hitler, Hess, Rosenberg i Röhm.
Göring je također sudjelovao i u Hitlerovom Pivničkom puču 9. studenog 1923. Marširao je uz Hitlera na čelu pripadnika SA-a. Kada je policija razbila puč pomoću vatrenog oružja, Göring je zadobio ozbiljnu ozljedu prepona.

## Ovisnost i egzil
Kada je Göring obolio od pneumonije, Carin je dogovorila njegov prijevoz u Austriju. Kako Göring nije bio u stanju da putuje, stanje mu se moglo pogoršati, no ipak je izbjegao uhićenje zbog sudjelovanja u Pivničkom puču. Göring je snimljen i operiran u bolnici u Innsbrucku. Carin je svojoj majci iz bolnice, 23. prosinca 1923., u pismu opisala Göringovu bol: "... iako mu svaki dan daju morfij, bol ostaje ista." Ovo je ujedno bio početak Göringove ovisnosti o morfiju. U međuvremenu su vlasti u Münchenu Göringa stavile na popis traženih osoba.
Göringovi, koji su imali velikih novčanih poteškoća te su se zato morali oslanjati na pomoć inozemnih simpatizera nacizma, su se iz Austrije preselili u Veneciju, a u svibnju 1924. su preko Firence i Siene otišli u Rim. Tu je Göring upoznao Benita Mussolinija. Tada je Mussolini rekao Göringu kako bi želio upoznati Hitlera kada ovaj izađe iz zatvora. No, privatni problemi Göringovih su se i dalje nakupljali. Göringova majka je preminula 1923., a 1925. se razbolila Carinina majka. Na proljće su Göringovi ipak skupili dovoljno novca, doduše jedva, za put u Švedsku, ali su putovali preko Čehoslovačke, Poljske i Slobodnog grada Danziga. Göring je u ovo vrijeme već bio teški ovisnik o morfiju tako da su se Carinini rdotelji šokirali kada su ga vidjeli. Carin, koja je bila epileptičarka, morala je liječnicima i policiji prepustiti brigu o Göringu. Proglašen je teškim ovisnikom i odveden u Långbroški azilij 1. rujna 1925. Biograf Roger Manvell je kasnije napravio intervju s jednim psihijatrom iz Stockholma koji je vidio Göringa prije no što je odveden u Långbro. Ovaj je rekao:
Psihijatrijski izvještaj iz 1925. opisuje Göringa kao čovjeka slabog karaktera, histerične i nestabilne osobnosti, sentimentalnog, ali okorjelog, čovjeka nasilnog kada je u strahu koji se razmeće hrabrošću kako bi sakrio nedostatak osnovne moralne hrabrosti:
Za vrijeme Göringovog boravka u aziliju, svi su liječnički spisi bili dostupni javnosti. Carin je 1925. išla na sud kako bi dobila skrbništvo nad sinom. Niels von Kantzow, Carinin bivši suprug, iskoristio je jedan liječnički izvještaj o Carin i Göringu kako bi dokazao kao nijedno od njih nije sposobno brinuti se o djetetu, te je na temelju toga i zadržao skrbništvo. Ova su izvještaj kasnije koristili i Göringovi politički oponenti.

## Politika i Hitlerov dolazak na vlast
Göring su Njemačku vratio na jesen 1927., kada je predsjednik Paul von Hindenburg izdao pomilovanje za sudionike Pivničkog puča. Tada je nastavio svoj politički rad za Hitlera. Postao je tzv. "salonski nacist", odnosno predstavnik stranke u visokim društvenim krugovima. Godine 1928. dobio je zastupničko mjesto u Reichstagu, a 1932. postaje predsjednik istog, dužnost koju je obavljao do 1945.
U ovom je periodu njegova supruga Carin bolovala od tuberkuloze. Njezina majka, Huldine Fock, umire iznenadno 25. rujna 1931., a sama Carin umire 17. listopada 1931., nekoliko dana prije svog 43. rođendana.
Hitler je 30. siječnja 1933. postao Reichskanzler, nakon dogovora s konzervativnim nezavisnim kandidatom Franzom von Papenom. U tom su kabinetu bila još samo dva člana NSDAP-a - Wihlem Frick, ministar unutarnjih poslova i sam Göring koji je služio kao ministar bez portfelja. No, Göringu je obečano da će postati ministar avijacije čim Njemačka uspostavi ratno zrakoplovstvo. Na Hitlerovo inzistiranje, Göring je također služio kao ministar unutarnjih poslova Pruske u von Papenovom kabinetu, koji je na državnoj razini služio kao vince-kancelar, a ujendio je bio i vođa Pruske. Pruska je u to vrijeme, iako de iure dio Njemačke, imala veliku autonomiju, a zauzimala je skoro 5/8 teritorija tadašnje Njemačke.
Iako je postavljanje za ministra unutarnjih poslova imalo malog odjeka, Göring je imao kontrolu nad najvećim brojem policajaca u cijeloj Njemačkoj. Brzo je započeo s nacifikacijom policije koji je koristio kako bi se obračunao sa socijaldemokratima i komunistima. Dana 22. veljače, Göring je naredio da policija regrutira "pomoćne jedinice" iz vojnih odjela NSDAP-a i da ne zaustavlja ulično nasilje koje je provodio SA. Novi, prijevremeni izbori su zakazani za 5. ožujka, tako da je Göring preko policije maltretirao i eliminirao političke oponente i protivnike nacizma. Također je odvojio političke i obavještajne dijelove iz policije i organizirao ih u posebnu tajnu policiju koji je nazvao Gestapo. Kontrolu nad Gestapom će kasnije preuzeti Heinrich Himmler.
Dana 27. veljače 1933. došlo je do izbijanja požara unutar zgrade Reichstaga. Paljenje Reichstaga bilo je namjerno, a nacisti su optužili komuniste za taj čin. Sam se Göring susreo s Hitlerom ispred Reichstaga i javno optužio komuniste za ova čin, te naglasio kako je to samo prvi čin komunističkog ustanka. Sljedećeg je dana Hitler izdao Dekret o paljenju Reichstaga i tako obustavio građanske slobode.
Göring je naredio potpunu zabranu komunističke partije. Većina njemačkih pokrajina je zabranila partijske sastanke i publikacije, no Göring je u Prusiji uhitio preko 25,000 komunista i ostalih ljevičara, uključujući i cijelo partijsko vodstvo, osim onih koji su pobjegli izvan države. Uhićeno je i stotine drugih prominentnih antinacista.
Na prijevremenim izborima 5. ožujka 1933. koalicija NSDAP-DNVP dobiva usku većinu. Dana 23. ožujka, Reichstag je izglasao Zakon o ovlastima koji je Hitleru dao diktatorske ovlasti. Kao dio antikomunističke kampanje, prve egzekucije u Trećem Reichu, bile su one Bruna Tescha i još trojice komunista koju su optuženi za smrti dvojice članova SA-a i još 16 drugih ljudi tijekom Krvave nedjelje u Altoni održane 17. srpnja 1932. Oni su ubijenu u kolovozu 1933. prema Göringovu naređenju.

## Moguća odgovornost za paljenje Reichstaga
Marinus van der Lubbe, bivši komunistički radikal, uhvaćen je na mjestu zločina i priznao je kako je on sam odgovoran za paljenje. No, mnogi promatrači tvrde kako su nacisti ti koji su zapalili Reichstag kako bi opravdali kasnije srtože mjere. Göring je bio jedan od glavnih sumnjivaca - bio je prvi na mjestu zločina, a navodno su i Hitler i Goebbels bili iznenađeni vijestima o vatri. Na Nürnberškom procesu, general Franz Halder je posvjedočio kako je Göring priznao krivnju:
Göring je tijekom svoje kasnije obrane demantirao priču. Tako je i do danas nepoznato je li Göring kriv za vatru ili ne. Slijedi transkript iz obrane Hermanna Göringa u Nürnbergu:
GÖRING: Ovaj se razgovor nikad nije dogodio i zahtijevam da se suočim s gospodinom Halderom. Prvo želim naglasiti da je ovo što je ovdje napisano čista glupost. Tu piše, "Jedini koji stvarno zna o Reichstagu sam ja." Reichstag je bio poznat svakom njegovom članu i predstavniku. Vatra je izbila samo u sobi Glavne skupštine, a stotine i tisuće ljudi su poznavali tu sobu jednako kao i ja. Izjava ovog tipa je čista glupost. Kako je gospodin Halder dao takvu izjavu, stvarno ne znam. Izgleda da je to loše sjećanje, koje ga je izdalo i na bojnom polju, jedino objašnjenje.

ROBERT JACKSON: Znate li tko je Halder?

GÖRING: I suviše dobro.

GÖRING: Ta optužba da sam ja zapalio Reichstag dolazi iz određenih stranih novina. To mi nije moglo smetati jer nisam bio dosljedan s činjenicama. Nisam imao ni razloga ni motiva da zapalim Reichstag. S umjetničke perspektive, nisam nimalo žalio što je soba skupštine izgorila – nadao sam se da ću izgraditi bolju. No, jako sam zažalio što sam morao naći novo mjesto za sastajanje Reichstaga i, u nemogućnosti pronalaska jednog, što sam morao predati svoju Opernu kuću Kroll, to jest, drugu državnu opernu kuću, u tu svrhu. Opera mi se činila mnogo važnijom od Reichstaga.

ROBERT JACKSON: Jeste li se ikada hvalili kako ste zapalili Reichstag, čak i u šali?

GÖRING: Ne. Zbio sam šalu, ako je to ta na koju mislite, kada sam rekao da bi se, "nakon ovog, trebao natjecati s Neronom i da bi ljudi vjerojatno govorili da sam, odjeven u crvenu togu s lirom u ruci, promatrao vatru i svirao dok je Reichstag gorio". To je ta šala. No, činjenica je da sam skoro poginuo u tom požaru, što bi bilo iznimno teško za njemački narod, ali jako pogodno za njegove neprijatelje.

ROBERT JACKSON: Nikad niste rekli da ste zapalili Reichstag?

GÖRING: Ne. Znam da je gospodin Rauschning u knjizi koju je napisao rekao da sam pričao s njim o tome, što je i mnogo puta spomenuto ovdje. Gospodina Rauschninga sam vidio samo dva puta u životu i oba puta je to bilo na kratak vremenski period. Da i jesam zapalio Reichstag, pretpostavljam da bi to rekao samo uskom krugu osoba od povjerenja, ako i njima. ne bi to rekao čovjeku kojeg nisam znao i kojeg danas nisam znao niti opisati. To je apsolutno iskrivljavanje istine.

## Drugi brak
Početkom 1930-ih, Göring je često viđen u društvu Emmy Sonnemann (1893. – 1973.), glumice iz Hamburga. Göring ju je zaprosio u veljači 1935. u Weimaru. Vjenčali su se 10. travnja 1935. u Berlinu, a imali su vjenčanje dostojno cara. Zajedno su imali kćer, Eddu Göring (rođena 2. lipnja 1938.), za koju se mislilo da je dobila ime po kontesi Eddi Ciano, najstarijoj kćeri Benita Mussolinija. Kasnije se ipak saznalo da je Edda dobila ime po prijateljici svoje majke.

## Nacistički moćnik
Göring je bio jedna od ključnih osoba u procesu "prisline koordinacije" (Gleichschaltung) koja je upostavila nacističku diktaturu. Primjer ovoga je 1933., kada je Göring zabranio sve rimokatoličke novine u Njemačkoj ne samo kako bi uklonio otpor prema nacizmu, već kako bi narod ostavio bez alternativnih formi asocijacije i načina političke komunikacije.
Na samom početku nacističkog režima, Göring je držao nekoliko važnih ministarskih funkcija, kako na nacionalnoj tako i na regionalnoj razini. Primjer ovoga je Prusija gdje je Göring, uz to što je bio i ministar u nacionalnoj vladi, bio zadužen za ekonomiju i naoružavanje.
Göring je na raspolaganju imao i velik broj policijskih snaga od kojih je najslavniji bio Gestapo, koji je kasnije pretvoren u političko-špijunsku snagu. Dana 20. travnja 1934., Göring se pomirio s Himmlerom (ponajviše radi uzajamne mržnje i straha od SA-a) te mu je dao nadležnost nad Gestapom i svim policijskim snagama izvan Pruske. S Gestapom pod njihovom kontrolom, Himmler i Heydrich su, zajedno s Göringom, počeli kovati urotu kako bi ga iskoristili, zajedno s SS-om, da unište SA. No, Göring je zadržao kontrolu nad posebnom policijskom bojnom Wecke, kojeg je kasnije uklopio u Landespolizei (Državna policija) kao Landespolizeigruppe General Göring. Ova je bojna sudjelovao u Noći dugih noževa kada je pobijeno vodstvo SA-a. Göring je pod kontrolom imao i Forschungsamt (FA), jedinicu zaduženu za prisluškivanje telefona i ostalih oblika komunikacije. FA je bila u dosluhu s obavještajnim agencijama SS-a, SD-a i Abwehra.
Godine 1936. Göring postaje predstavnik četverogodišnjeg plana za ponovno naoružavanje Njemačke. Tu je poziciju dobio kad je preuzeo Ministarstvo ekonomije od Hjalmara Schachta koji nije želio nastaviti s naoružavanjem pa je dao ostavku. Tada je po njemu nazvana i velika željezara - Reichswerke Hermann Göring. To mu je omogućilo i velike simpatije kod Hitlera, koji je izrazito ulagao u naoružavanje. Iako mu je Göring bio iznimno lojalan, nikad nije prihvatio tzv. mit o Hitleru u tolikoj mjeri kao što su to učinili Goebbels ili Himmler.
Godine 1938., Göring je izgurao ministra obrane, feldmaršala Wernera von Blomberga i zapovjednika vojske, generala Wernera von Fritscha. Njih su dvojica prihvatila Hitlerov dolazak na vlast, no počeli su ga nervirati konstantnim kritikama na njegove planove o ekspanzionističkim ratovima. Göring, koji je bio kum na Blombergovom vjenčanju s dvadesetšestogodišnjom tipkačicom, otkriva kako je njegova supruga bivša prostitutka i ucjenjuje ga kako bi ovaj dao ostavku. Fritsch je optužen za homoseksualne činove i, iako potpuno nevin, daje ostavku zbog šoka i gađenja. Kasnije mu je "sud časti", kojim je predsjedao Göring, oduzeo sve počasti koje je imao.
Također 1938., Göring je imao važnu ulogu u Anschlussu Austrije. Na vrhucnu krize, Göring je telefonirao austrijskom kancelaru Schuschniggu. Göring mu je rekao kako Nijemci planiraju uči u Austriju i započeti rat u kojem bi ju potpuno uništili, ako bude otpora. Schuschinggova vlada tada pada, a Nijemci bez otpora ulaze u Austriju i anektiraju ju.

## Osobna imovina
Konfiskacija židovske imovine omogućila je Göringu sticanje velikog osobng imetka. Neke od njih je konfiscirao sam ili ih je nabavio po normalnoj cijeni. U drugim slučajevima bi skupljao mita jer je dozvoljavao drugima da ukradnu židovsku imovinu. Dobivao bi i "pomoć" od industrijalaca kako bi, kao voditelj četverogodišnjeg plana, donosio njima pogodne odluke.
Göring je također "konfiscirao" nekoliko visokih državnih funkcija, kao što je bila ona Ministra šumarstva i lova, za koje je dobivao visoke plaće.
U Pruskoj je 1933. dobio veliko zemljište, te je tu izgradio svoje enormno imanje. Imanje je nazvano Carinhall u sjećanje na njegovu suprugu Carin. Göring bi uglavnom likovao zbog svojih aristokratskih asesoara, kao što su bili osobni grb ili ceremonijalni mačevi i bodeži, među kojima je poznat Vjenčani mač (veliki mač sa zlatnim ukrasima kojeg je Göring dobio 1935. prilikom vjenčanja s Emmy). Također je nosio i mnoga ukrašena odijela i mnogo nakita.
Göring je poznat i po svojoj patronaži glazbe, posebno opere, a često bi i zabavljao svoje kolege. No, naj(ne)slavniji je po svojem skupljanju umjetnina koje je krao iz raznih muzeja (od kojih su neki bili u samoj Njemačkoj) ili od židovskih kolekcionara, ili bi ih kupovao po maksimalno sniženim cijenama u okupiranim teritorijima.
Kada je Göring, kao jedini u državi, unaprijeđen u rang Reichsmarschalla, dizajnirao si je vlastitu zastavu. Dizajn zastave je uključivao njemačkog orla, svastiku i prekrižene maršalske palice na jednoj strani, a na drugoj se nalazio Großkreuz des Eisernen Kreuzes  ("Veliki križ Željeznog križa") između četiri Luftwaffeova orla. Ovu zastavju je, na svakoj javnoj svečanosti, nosio Göringov osobni stjegonoša.
- Standard, na izložbi u Musée de la Guerre u Les Invalidesu

Göring je bio poznat po svojim ekstravagandnim ukusima i blistavoj odjeći. Hans-Urlich Rudel, najbolji pilot Štuke u cijelom ratu, sjetio se kako je prilikom dva susreta s Göringom, ovaj na sebi imao fascinantna odijela: prvi put je na sebi imao srednjovjekovni lovački kostim, pošto je vježbao streljaštvo s liječnikom, a drugi put je nosio togu i pušio iznimno veliku lulu. Talijanski ministar vanjskih poslova Galeazzo Ciano je jednom prilikom rekao kako je vidio Göringa da nosi krzneni ogrtač kakvog "cijenjenija prostitutka nosi u operu." Njegov osobni automobil, koji je imao nadimak "Plava Guska", bio je nebeskoplavi Mercedes 540K posebni kabriolet i imao je posebne luksuzne dodatke, kao što su stakla otporna na metke ili oklop otporan na bombe koja su služila radi zaštite, a neke modifikacije su mu omogućile da stavi stvoj kolan iza volana.
Iako je volio da ga se naziva der Eiserne (Željezni čovjek), nekoć zgodni i mišićavi pilot iz Prvog svjetskog rata postao je debeo i slab. No, unatoč svemu je bio jedan od malog broja nacista koji je tolerirao šale na svoj račun, "neovisno koliko uvredljive", te je to smatrao znakom popularnosti. Od tih svih šala, najpoznatije su one o njegovom egu, kada se govorilo kako nosi admiralsku uniformu na kupanje, i o njegovoj debljini, kada su govorili kako sjedi na vlastitiom trbuhu.

## Göring i vanjska politika
Göring je zasigurno bio gorljivi nacist i potpuno lojalan Hitleru. No, njegovi stavovi po pitanju vanjske politike bili su drugačiji. Njemački diplomatski povjesničar Klaus Hildebrand, koji je proučavao njemačku vanjsku politiku za vrijeme nacizma, tvrdi kako su u Trećem Reichu, osim Hitlerove vanjske politike, postojale još tri konkurentne vanjske politike koje su zastupali članovi frakcija unutar same stranke koje je Hildebrand nazvao agrarci, revolucionarni socijalisti i vilimovski imperijalisti. Göring je bio najprominentniji predstavnik vilimovskih imperijalista. Ta je skupina željela vratiti njemačke granice iz 1914., ponovo preuzeti prekomorske posjede iz doba imperijalizma i Istočnu Europu staviti pod njemačku sferu utjecaja. Ova teorija je zahtijevala puno manji broj ciljeva nego Hitlerova teorija o Lebensraumu kojeg je dobivao u nemilosrdnim rasnim ratovima. Kontrastno tome, Göring i vilimovci su se pri svojim teorijama o vanjskoj politivi više oslanjali na tzv. Machtpolitik, odnonso "politiku moći".
Važno je i to da su vilimovci svoje ciljeve željeli postići prema važećem internacionalnom poretku. Iako nisu odbacivali rat, zalagali su se za diplomaciju i političke pregovore, te političku dominaciju na Istoku, a ne onu vojnu kakvu je zamišljao Hitler. Ujedno su odbacili Hitlerovu ideju o ratu kao nužnom iskušenju za naciju i ideju o neprestanom ratu kao poželjnom faktoru. Sam Göring se bojao kaki bi veliki rat mogao utjecati na njegov luksuzni stil života.
Göringovo zalaganje za svoju vanjsku politiku dovelo je do toga da ga Hitler u periodu od 1938. do 1939. isključi iz donošenja vanjskopolitičkih odluka. Göringova nevoljskost da pruži bilo kakav otpor Hitleru blokirala ga je da uloži bilo kakav znak protesta na Hitlerovu vanjsku politku, čime vilimovci zapravo nisu imali nikakvog stvarnog utjecaja. Na ljeto 1939., Göring, koji je već neko vrijeme imao osobne sumnje oko pozitivnih strana napada na Poljsku jer je smatrao da će to izazvati rat, tako da je neko vrijeme narvozno isčekivao kompromisno rješenje, zajedno s ostatkom vilimovaca lansira posljednji pokušaj usvajanja njihovog vanjskopolitičkog programa. Ovo se dogodilo nakon što je Göringov FA, koji je služio kao njegova osobna obavještajna agencija, probio šifre kojima je Britansko veleposlanstvo u Berlinu komuniciralo s Londonom. Kako je FA otkrio, Neville Chamberlain je odlučio proglasiti rat Njemačkoj ako bi ova napala Poljsku, što je bilo suporotno uvjerenjima koje je ministar vanjskih poslova Joachim von Ribbentrop (čovjek kojega je Göring mrzio čak i u najboljim vremenima) dao Hitleru. Von Ribbentrop je uvjerio Hitlera da će Chamberlain prekršiti svoju riječ iz ožujka 1939. kada je obećao pomoć Poljskoj ako je Nijemci napadnu.
Göring je očajnički pokušao izbjeći rat na ljeto 1939. kada je iskoristio mnoge diplomate amatere kao što su bili njegov zamjenik Helmuth Wohltat, britanski civilni časnik Sir Horace Wilson, novinar Lord Gomer Kemsley i švedski pacifisti Axel Wenner-Gren i Birger Dahlerus koji su služili kao kuriri između Göringa i britanskih službenika. No, sav taj trud nije imao nikakvog utjecaja jer Hitler (kojemu se više sviđao Ribbentropov izvještaj o Britaniji) nije odustao od napada na Poljsku 1939., a svemu tome je doprinijela nevoljkost i nemogućnost vilimovaca da se suprotstave Hitlerovim odlukama, unatoč svom čvrstom stavu po pitanju vanjske politike.

## Uloga u holokaustu
Unatoč brojnim demantiranjima na suđenju, Göring je bio antisemit, no bi li taj antisemitizam dosegao granicu genocida da je Göring bio na čelu, bez utjecaja Hitlera i Himmlera, je i dalje nejasno. Povremeno bi intervenirao i spasio život pokojeg Židova, najčešće pomoću mita, na zahtjev ili svoje supruge Emmy ili antinacističkog brata Alberta. No, unatoč ovim "ispadima", Göring je bio jedan od glavnih organizatora Holokausta. Bio je najviši nacistički dužnosnik koji je izdao pismene naredbe za "konačno rješenje židovskog pitanja", poslavši dopis Reinhardu Heydrichu da riješi praktične detalje. Ova je naredba rezultirala Konferencijom u Wannseeu. U tom je dopisu Göring napisao:

## Šef Luftwaffea
Kada su nacisti došli na vlast, Göring je bio Ministar za civlni zračni transport, što je bio samo paravan za razvoj Njemačkog ratnog zrakoplovstva, što je bilo zabranjeno prema Versajskom sporazumu. Kada je Hitler osporio i odbacio Versajski sporazum 1935., otkriven je Luftwaffe s Göringom kao ministrom i vrhovnim zapovjednikom. Godine 1938. postaje prvi Generalfeldmarschall Luftwaffea, a time i najviše ranigrani vojni časnik u cijelom Trećem Reichu. Göring je upravljao brzim razvojem ove nove grane Njemačke vojske. U samo nekoliko godina, Göring je uspio proizvesti neke od najnaprednijih vojnih letjelica u svijetu.
Godine 1936., Göring je, pod Hitlerovim vodstvom, poslao nekoliko stotina zrakoplova, kao i nekoliko tisuća zrakoplovaca i kopnenih vojnika kako bi pomogli generalu Francu u Španjolskom građanskom ratu. Ta legija, najpoznatija po svom katastrofalnom bombardiranju gradića Guernice, danas je znana kao Legija Kondor.
Do 1939., Luftwaffe je bio jedno od najrazvijenijih ratnih zrakoplovstava u svijetu. Dana 9. kolovoza 1939., Göring je rekao:
"Želim da me zovete Meier ako..." je njemački idiom koji označava da je nešto nemoguće. Meier je, u nekoliko različitih varijanti, drugo najčešće prezime u Njemačkoj. Zanimljivo je kako su pri kraju rata berlinske sirene za uzbunu od zračnog napada nazivane "Meierove trube" ili "Meierovi lovački rogovi".

## Göringova vojska
Luftwaffe je, što je bila iznimno neuobičajena praksa, sadržavala i vlastite kopnene trupe, koje su de facto bile Göringova osobna vojska. Njemačke Fallschirmjäger trupe (padobranci) su bile u sklopu zrakoplovstva, a ne Wehrmachta. Zbog rigoroznih vježbi koje su morali odrađivati stekli su status elitnih trupa, prilično jednak onome kojeg su imali Britanski i Američki padobranci. U periodu od 1940. do 1945., njemačku su padobranci odlikovani sa 134 Ritterkreuza.
Uz padobrance, postojalo je i nekoliko kopnenih divizija, koje su bile organizirane kao obične pješadijske jedinice, no vodili su ih zapovjednici s vrlo malo znanja o kopnenoj borbi tako da su te divizije uglavnom jako loše prolazile u borbama. 1. Pješačko-padobranska divizija "Hermann Göring" je također jako dobro istrenirana i imala je velikih uspjeha tijekom Talijanske kampanje.

## Drugi svjetski rat
Göring je već otprije bio skeptičan oko Hitlerovih ratnih planova. Smatrao je kako Reich još nije spreman za novi rat, a najviše se bojao činjenice da njegov Luftwaffe još uvijek nije dorastao britanskom RAF-u. Upravo je zbog toga kontaktirao mnoge diplomate kako bi izbjegli rat.
No, kada se Hitler ipak odlučio za rat, Göring ga je potpuno podržao. Dana 1. rujna 1939., prvog dana rata, Hitler se obratio Reichstagu u Opernoj kući Kroll. U tom je govoru odredio Göringa za svog nasljednika u slučaju da bi se njemu samom nešto dogodilo.
Na samom početku rata, Njemačka je nizala odlučujuće pobjede jednu za drugom. Luftwaffe je u samo dva tjedna potpuno uništio Poljsko ratno zrakoplovstvo. Fallschirmjägeri su vrlo brzo osvojili ključna slijetališta u Norveškoj kao i utvrdu Eben-Emael u Belgiji. Njemački su zračni napadi služili kao "leteće topništvo" panzerima tijekom blitzkriega s Francuskom. Göring je u to vrijeme konstantno govorio "Prepustite to mom Luftwaffeu".
Nakon osvajanja Francuske, Hitler je Göringa odlikovao Velikim križem Željeznog križa zbog njegovog uspješnog vodstva. Dekretom izdanom 19. srpnja 1940., Göring je dobio titulu Reichsmarschall des Grossdeutschen Reiches (Reichsmarschall Velikonjemačkog Carstva), posebnu titulu kojom je postao nadležni svim ostalim feldmaršalima u cijelom Wehrmachtu. To je ujedno dalo dodatnu potvrdu Hitlerovoj odluci da ga postavi za svog nasljednika.
Göringove su vojne i političke karijere bile na vrhuncu. Kao dodatak svemu, Göring je već prije, 30. rujna 1939. dobio Viteški križ Željeznog križa kao zapovjednik Luftwaffea.
Göring je obećao Hitleru kako će Luftwaffe jako brzo uništiti RAF ili bar razbiti britanski moral konstantnim zračnim napadima. Prve napade na Britaniju vodio je sam Göring iz svog luksuznog vlaka. No, Luftwaffe u toj bici nije uspio dobiti kontrolu nad zračnim prostorima. Ovo je bio prvi Hitlerov poraz, a sama Britanija je izdržala ono najgore što je Luftwaffe mogao napraviti u osam mjeseci Blitza.
No, šteta koju je Luftwaffe nanio britanskim gradovima je i dalje držala Göringov prestiž, unatoč porazu. U travnju 1941. Luftwaffe uništava Beograd, a padobranci u svibnju 1941. Britancima preotimaju Kretu.

### Istočni front
Ako je Göring bio imalo skeptičan oko rata s Francuskom i Britanijom, bio je uvjeren kako bi svaka nova kampanja protiv Sovjetskog Saveza na istoku bila siguran poraz za Njemačku. Iako je uporno pokušavao nagovoriti Hitlera da odustane od Operacije Barbarossa, kada je kampanja započela 22. lipnja 1941., Göring joj se priklonio. Hitler je još uvijek potpuno računao na njega. Dana 29. lipnja, Hitler je sastavio poseban testament koji je bio tajan sve do kraja rata. Hitler je u tom testamentu napisao kako će Göring biti "moj zamjenik na svim funkcijama" ako ne bi bio sposoban obavljati funkciju njemačkog diktatora, a u slučaju smrti, Göring bi ga naslijedio na svim funkcijama. Ironija je u tome što Göring nije znao sadržaj tog testamenta, koji je bio označen "Ovo smije otvoriti isključivo Reichsmarschall", sve do svog odlaska iz Berlina u travnju 1945. prema Berchtesgadenu, gdje se testament i čuvao.
Luftwaffe je odnio početne pobjede tijekom Operacije Barbarossa uništivši tisuće sovjetskih zrakoplova. No, kako je sovjetski otpor rastao, a vrijeme se pogoršavalo, Luftwaffe je imao sve lošije rezultate, primarno zbog prevelikog umora.
Göring je u ovo vrijeme izgubio interes za vođenje Luftwaffea. Taj su zadatak dobivali drugi, kao Ernst Udet ili Hans Jeschonnek, što je uzrokovalo pad proizvodnje letjelica. No, Göring je i dalje ustrajao u bajkovitim obećanjima. Kada su Sovjeti okružili njemačku vojsku kod Staljingrada 1942., Göring je poticao Hitlera da naredi nastavak borbe, a ne povlačenje, što je bilo logično. Govorio je da će Luftwaffe zarobljenoj vojsci dnevno dostavljati 500 tona potrepština. Pravo stanje je da se dnevno nije nikad dostavilo više od 100 tona, ali najčešće je brojka bila puno manja. Paradoksalno je da je Göring, dok su se njegovi piloti mučili u strašnim uvjetima sovjetske zime, slavio svoj 50. rođendan.
Göring je bio zadužen za eksploataciju velikih industrijskih izvora dobivenih tijekom ratovanja, pogotovo onih osvojenih u SSSR-u. Ovo se pokazalo kao potpuni promašaj, tako da je vrlo malen broj tih sirovina kvalitetno iskorišten za pripomoć njemačkoj vojsci.

### Bombaški rat
Britanski su bombarderi već 1940. započeli s bombardiranjem Trećeg Reicha, te je time Göringovo obećanje da Reich nikada neće biti napadnut palo u vodu. Prije rata je govorio kako će, ako ijedan saveznički avion uđe u njemački zračni prostor, svoje ime primijeniti u "Tako-i-tako" ili pojesti svoj šešir. Bombe su već 1942. padale u stotinama, čak i tisućama, i uništavale njemačke gradove. Gradovi kao Köln i Hamburg su potpuno uništeni. Luftwaffe je na sve ovo odgovorio noćnim pilotima i protuzračnim oružjem. Iako je Göring nominalno još uvijek bio glavni, imao je jako malo utjecaja na operacije koje su se odvijale. Kada bi Göring posjećivao razorene gradove, civili bi ga često pitali: "Zdravo, gospodine Tako-i-tako. Kako vam je šešir?".
Göringovi prestiž, reputacija i utjecaj na Hitlera su u velikoj mjeri pali, naročito nakon debakla kod Staljingrada. Hitler ga nije mogao javno otpustiti zbog mogućnosti javnog osramoćenja, no komunikacija između njih dvoje je uvelike opala. Göring se ubrzo povukao s vojne i političke scene i odlučio uživati u životu kao bogati moćnik. Njegova reputacija za ekstravagandu ga je učinila iznimno nepopularnim jer se njemački narod počeo osjećati zapostavljenim.

### Kraj rata
Godine 1945., Göring bježi iz Berlina u vlaku punom njegovog osobnog bogatstva prema alpskom utočištu Berchtesgaden. Ubrzo mu se pridružio Karl Koller, časnik Luftwaffea koji mu je prenio poruku da je Hitler, koji je shvatio da je Njemačka izgubila, rekao kako bi Göringu bilo bolje da krene s mirovnim pregovorima. Kolleru je ovo izgledalo kao da je Hitler izrazio želju da Göring preuzme vodstvo nad Reichom.
Göring je u početku bio nesiguran oko svojih odluka, naročito jer nije želio Martinu Bormannu, koji je kontrolirao pristup Hitleru, dati priliku da se dograbi moći. Ali, mislio je i da će ga, ako bude čekao, optužiti za zanemarivanje dužnosti. S druge se strane bojao da će ga, ako pokuša preuzeti vlast, optužiti za izdaju. Tada je iz sefa izvadio kopiju Hitlerovog tajnog dekreta iz 1941. Tu je jasno pisalo da Göring nije samo Hitlerov nasljednik, već i zamjenik ako je Hitler ikako bio u nemogućnosti da obavlja svoju dužnost. Tada su se Göring, Koller i Hans Lammers, državni tajnik, složili kako je Hitler nesposoban da obavlja svoju dužnost, te da je Göring imao potpuno pravo preuzeti ulogu Hitlerovog zamjenika i preuzeti vlast.
Dana 23. travnja, kada su Sovjeti polako okruživali Berlin, Göring šalje Hitleru radiogram u kojem traži njegovo odobrenje da preuzme "potpuno kontrolu nad Reichom". Dodao je kako bi, ako Hitler ne bi odgovorio do 22 sata, to shvatio kao Hitlerovu nemogućnost i da bi onda preuzeo vlast.
No, Bormann je primio poruku prije Hitlera. On je to Hitleru prikazao kao ultimatum da preda vlast ili se suoči s državnim udarom. Dana 25. travnja, Hitler je Göringu poslao telegram u kojem ga je optužio za veleizdaju i dao mu priliku da da ostavku sa svih položaja u zamjenu za vlastiti život. No, nedugo zatim Bormann naređuje SS-u u Berchtesgadenu da uhiti Göringa. U svojoj oporuci, Hitler je otpustio Göringa sa svih položaja i izbacio ga iz NSDAP-a.
Ubrzo nakon što je Hitler završio oporuku, Bormann je naredio da ubiju Göringa, njegovu suprugu i kćer, ako bi Berlin pao. No, ta naredba je ignorirana. Umjesto toga, Göringovi su zajedno sa SS-om otišli u dvorac Mauterndorf gdje je Göring proveo većinu svoga djetinjstva i kojeg je nasljedio od udovice svoga kuma 1938. Kako je bila udovica bogatog Židova, Göring je dogovorio kako se ona ne bi uhitila, niti joj se imovina konfiscirala.

## Uhićenje, suđenje i smrt
Göring se Saveznicima predao 9. svibnja 1945. godine u Bavarskoj. Bio je treći najviši nacistički dužnosnik kojemu se sudilo u Nürnbergu, iza predsjednika Karla Dönitza i bivšeg Hitlerovog zamjenika Rudolfa Hessa. Svoje posljednje dane, Göring provodi u društvu satnika Gustavea Gilberta, američkog obavještajca i psihologa, Židova, koji je govorio njemački i imao pristup svim zatvorenicima kojima je suđeno na procesu. Gilbert je rekao da Göring ima I.Q. 138, kao i Dönitz. Sve je svoje zabilješke Gilbert zapisivao u dnevnik kojeg je kasnije izdao kao knjigu pod naslovom Nürnberški dnevnik. U toj knjizi Gilbert daje opis Göringa od 18. travnja 1946., kada je proces bio na trodnevnoj pauzi zbog Uskrsa:
Unatoč tvrdnjama da nije antisemit, Albert Speer je rekao kako je Göring, kada je, dok su bili van ćelija, čuo o preživjelim Židovima iz Mađarske, rekao:
Također je tvrdio da nije upleten ni u ubijanja Židova i ratnih zarobljenika, no tužiteljstvo mu je na procesu pokazalo dokumente s njegovim potpisom kojima naređuje ubojstva Židova i tih istih ratnih zarobljenika.
Iako se tijekom suđenja žustro branio, te se na početku čak činilo kako pobjeđuje (djelomično zbog popularnosti koje je stekao kod publike svojim šalama i pronalaženjem rupa u tužiteljevim slučajevima), Göring je osuđen na smrt vješanjem. Presuda je glasila:
Göring je tada uložio žalbu, ponudivši sudu da će prihvatiti smrtnu kaznu ako ga strijeljaju kao vojnika, a ne vješaju kao običnog zločinca. Sud je žalbu odbio.
Göring je, kao znak prkosa sudu, noć prije vješanja popio tabletu cijankalija koju je imao sa sobom i tako počinio suicid. Otrov je nabavio iz posuda s kremom za kožu (imao je dermatitis) i imao je dvije tablete cijankalija sakrivene unutar kreme, koje nitko nije našao. Tada se proširila teza kako se Göring sprijateljio s američkim poručnikom Jackom G. Wheelisom, koji je bio stacioniran u Nürnbergu, te tako nabavio tablete cijanida, koje su bile skrivene među Göringovim osobnim stvarima kad ih je vojska konfiscirala. Godine 2005., bivši je američki časnik Herbert Lee Stivers rekao kako je Göringu dao "lijek" sakriven unutar kemijske olovke koju mu je dala Njemica koju je upoznao i s kojom je razgovarao. Stivers je služio u jedinici koja je služila kao zaštita tijekom procesa. Stiver je napomenuo kako nije znao koji je to "lijek" sve do dana Göringove smrti. Pošto je počinio suicid, njegovo tijelo je izloženo zajedno s tijelima ostalih optuženika koji su osuđeni na smrt vješanjem.
Nakon smrti, njegovo je tijelo kremirano zajedno s tijelima ostalih nacista osuđenih na smrt. Pepeo je kasnije bačen u potočić Conwentz koji se ulijeva u rijeku Isar.
Zanimljivo je kako su on i Alfred Rosenberg rođeni istog dana (12. siječnja 1893.), te kako bi i umrli istog dana da Göring nije počinio suicid noć prije dana egzekucije.

## Citati
Göring je satniku Gilbertu, koji je to zabilježio u svom Nürnberškom dnevniku, govorio o ratu i ekstremnom nacionalizmu:
Ipak, Göringov najpoznatiji citat je sljedeći, iako ima mnogo varijacija tog citata:
Ovaj je citat Göring, prema mnogima, izrekao u međuratnom periodu. No, koristio on ovu frazu ili ne, ona nije njegov izvorni citat. Prvo pojavljivanje citata nalazi se u drami Schlageter, nacističkog dramaturga Hannsa Johsta:
Göring također nije bio jedini nacist koji je koristio ovu frazu. Često se moglo čuti i Rudolfa Hessa kako ju koristi, a sama fraza je kasnije postala poznati cliché u Njemačkoj.

## Göring u popularnoj kulturi

### Na filmu
Göring su na filmskom platnu portretirali sljedeći glumci u sljedećim filmovima:
- Curly Howard je parodirao Göringa u ulozi "Feldmaršala Curlyja Gallstonea" u kratkom filmu Tri bedaka You Nazty Spy! (1940.)
- Billy Gilbert je parodirao Göringa u ulozi "Ministra Herringa" u Velikom diktaroru Charlieja Chaplina (1940.)
- Na početku epizode Der Fuehrer's Face s Paškom Patkom, Göring maršira na procesiji s ostalim nacističkim dužnosnicima u sceni sna.
- Mel Blanc je posudio glas Göringu, kojeg je Zekoslav Mrkva zvao "Fatso" ("Debeljuco"), u crtanom filmu Herr Meets Hare, kojeg je režirao Friz Freleng (1945.)
- Jan Werich u oba dijela filma Padanje Berlina (1949.)
- Hein Riess u filmu Bitka za Britaniju (1969.)
- John Banner u filmu "Fat Hermann Go Home" Hogan Heroes (1970.)
- Barry Primus u filmu Von Richthofen i Brown (1971.)
- Pavle Vuisić u filmu Nirnberški epilog (1971.)
- David King u TV filmu Bunker (1981.)
- Reinhard Kolldehoff u TV mini-seriji Vjetrovi rata (1983.)
- Joss Ackland u TV filmu Čovjek koji je živio u Ritzu (1988.)
- Volker Spengler u filmu Ogr, kojeg je režirao Volker Schlöndorff, a u njemo je glumio i John Malkovich (1996.)
- Glenn Shadix u filmu Prazno ogledalo (1996.)
- Brian Cox u TV filmu Nürnberg u kojem su glumili i Alec Baldwin i Jill Hennessy (2000.)
- Chris Larkin u TV filmu Hitler: Uspon zla (2003.)
- Mathias Gnädinger u filmu Hitler: Konačni pad (2004.)
- Hannes Hellmann u filmu Nuremberg: Goering's Last Stand (2006.)
- Robert Pugh u dokumentarnoj drami BBC-a Nürnberg: Nacisti na sudu (2006.)
- Gerhard Haase-Hindenberg u filmu Operacija Valkira (2008.)

Prave povijesne snimke Hermanna Göringa mogu se naći u mnogim filmovima od kojih je jedan od najpoznatiji Trijumf volje (1935.) Leni Riefenstahl.

## Vanjske poveznice
- A survivor and Nuremberg journalist recalls a surreal meeting with Goering By Ernest W. Michel for the JTA November 21, 2005
- TRIAL : Göring trial
- Göring’s last prison interview he gave to US Army Intelligence before the Nuremberg Trials published by World War II Magazine